# Oxytropis jurtzevii
Oxytropis jurtzevii är en ärtväxtart som beskrevs av Leonid I. Malysev. Oxytropis jurtzevii ingår i släktet klovedlar, och familjen ärtväxter. Inga underarter finns listade i Catalogue of Life.